# SCUM
SCUM je nadolazeća multiplayer videoigra preživljavanja, koju je razvio hrvatski studio Gamepires, producirao Croteam i objavio Devolver Digital te je dostupan u Steamu pod kategorijom "Rani pristup". Igra je opisana kao "preživljavanje zatvorske pobune" i ima otvoreni svijet. Igra je ušla na Steam u kategoriju rani pristup 29. kolovoza 2018., s punim izdanje zakazanom negdje u 2019.  Igra koristi Unreal Engine 4 kao motor igre.